# ヒブダイ
ヒブダイ（学名：Scarus ghobban）は、ブダイ科に分類される海水魚の一種。インド太平洋に分布する。IP(始相)の黄色い体色が特徴である。岩礁やサンゴ礁に生息し、藻類や底生生物を捕食する。ブダイ科の中でも美味な種とされ、沖縄では高級魚として取引されている。

## 分類と名称
1775年にスウェーデンの博物学者であるペテル・フォルスコールによって記載され、タイプ産地はおそらく紅海のジッダであった。現在はベラ目のベラ科に分類する見解がある。種小名は紅海沿岸での本種の呼び名に由来する。blue-barred parrotfish、blue trim parrotfish、cream parrotfish、globe-headed parrotfish、green blotched parrotfish、yellow scale parrotfish、bluechin parrotfishなどの英名がある。

### シノニム
FishBaseによると、以下のシノニムが知られている。
| - Callyodon ghobban (Forsskål, 1775) - Scarus guttatus Bloch & Schneider, 1801 - Callyodon guttatus (Bloch & Schneider, 1801) - Scarus maculosus Lacepède, 1802 - Scarus pepo Bennett, 1830 - Scarus reticulata Swainson, 1839 - Hemistoma reticulata (Swainson, 1839) - Scarus lacerta Valenciennes, 1840 - Scarus dussumieri Valenciennes, 1840 - Callyodon dussumieri (Valenciennes, 1840) - Scarus scabriusculus Valenciennes, 1840 - Scarus magrathii Bennett, 1841 - Scarus pyrrostethus Richardson, 1846 - Scarus haridoides Bleeker, 1855 - Pseudoscarus cantori Bleeker, 1861 | - Pseudoscarus nudirostris Alleyne & Macleay, 1877 - Pseudoscarus papuensis Macleay, 1883 - Pseudoscarus flavipinnis De Vis, 1885 - Pseudoscarus californiensis Pellegrin, 1901 - Scarus noyesi Heller & Snodgrass, 1903 - Pseudoscarus natalensis Gilchrist & Thompson, 1909 - Pseudoscarus garretti Günther, 1909 - Scarus pyrrostethus australianus Paradice, 1927 - Scarus azureus Meek & Hildebrand, 1928 - Scarus toshi Whitley, 1933 - Callyodon fuscocuneus Fowler, 1935 - Callyodon speigleri J.L.B. Smith, 1956 - Callyodon apridentatus Smith, 1956 - Scarus fehlmanni Schultz, 1969 |

## 分布と生息地
東アフリカからインドネシア、ガラパゴス諸島や日本を経て、南はオーストラリア、東はフランス領ポリネシアまで、インド太平洋全域に広く分布する。日本では伊豆・小笠原諸島、神奈川県以南の太平洋岸、南西諸島で見られる。2001年にはスエズ運河を経由して、イスラエル沖の地中海で初めて記録され、現在はレバントで北に分布を広げているが、依然として希少である。幼魚は遠洋性であり、地域的な海流によって遺伝子流動が促進され、高い遺伝的多様性を生み出している。砂底や海草藻場、サンゴ礁の縁辺部や深場に生息する。

## 形態
体色は青緑色から緑色で、体長は通常約46cmに成長する。外観は個体差が大きく、背鰭と臀鰭の中央にピンク色の縞模様が見られることがある。腹面はピンク色または黄色がかった色をしている。胸鰭周辺には青い模様が見られることもある。IP(始相)は黄色の体に、5本の青色横帯が不規則に入る。全長は75cmを超える。背鰭は9棘と10軟条から、臀鰭は3棘と9軟条から成る。胸鰭条数は13-15本。唇は主に歯板を覆う。尾鰭は小型の雌では丸みを帯び、大型の雄では上下が長く伸びる。

## 生態
成長が早く、寿命は最大13年である。小さな群れで行動する傾向がある。藻類や底生生物を捕食する。下顎骨を高速で回転させることができるため、微細な堆積物の輸送を促進する。雌は水中に卵を放出し、卵は受精後約25時間で孵化する。仔魚は急速に成長するため、親魚の近くに長時間留まる必要が無い。雌性先熟の雌雄同体で、生後7年ほどで性転換する。

## 人との関わり
食用として大量に漁獲されており、他の漁業による混獲も多々あるが、現時点では絶滅の危機に瀕していない。他のブダイ類と同様に、ある程度サンゴ礁に依存しており、サンゴ礁の継続的な劣化の影響を受ける可能性が高い。ブダイ科の中でも美味な高級魚とされている。沖縄では「アーガイ」と呼ばれ、刺身や汁物で食べられる。